# Ambrogio Traversari
Ambrogio Traversari, O.S.B. Cam., também Ambrósio, dito Camaldulense (em latim: Ambrosius Traversarius; em italiano:  Ambrogio Camalduli) foi um presbítero, teólogo e humanista italiano, prior geral dos camaldulenses. Considerado santo pelos camaldulenses.

## Biografia
Traversari nasceu perto de Forlì, na vila de Portico di Romagna. Na idade de quatorze anos, entrou para a Ordem dos camaldulenses, no mosteiro de Santa Maria degli Angeli, em Florença, e rapidamente se tornou um importante teólogo e helenista. Em literatura grega seu mestre foi Manuel Crisoloras. Tornou-se prior geral da Ordem em 1431, e foi um dos principais defensores da primazia papal.
Essa atitude Traversari mostrou claramente quando participou do Concílio da Basileia como legado do Papa Eugênio IV, e defendeu a primazia do Pontífice romano e rogou ao concílio para que não "dividissem o manto imaculado de Cristo".
Foi em seguida enviado pelo papa para pedir a Sigismundo, Sacro Imperador Romano-Germânico, sua ajuda para que o pontífice conseguisse encerrar este concílio, que há cinco anos tinha uma postura anti-papal. O papa transferiu o concílio da Basileia para Ferrara em 18 de setembro de 1437. Neste concílio, e mais tarde, no de Florença, Traversari, por seus esforços e caridade para com alguns bispos pobres gregos, muito contribuiu para a união das duas Igrejas, resultando na Bula de União da Igreja Católica com a Igreja Ortodoxa Grega, de 6 de junho de 1439, que ele ajudou a elaborar. Morreu logo após.

## Obras
Suas obras são um tratado sobre a Santa Eucaristia, um sobre a processão do Espírito Santo, muitas vidas de santos, uma história de seu generalato dos camaldulenses. Traduziu também do grego para o latim a vida de Crisóstomo (Veneza, 1533); a Sabedoria Espiritual de João Mosco; A Escada da Divina Ascensão de João Clímaco (Veneza, 1531), P.G., LXXXVIII.
Entre 1424 e 1433 trabalhou na tradução das Vidas e Opiniões de Filósofos Eminentes de Diógenes Laércio, que circulou amplamente em forma de manuscrito e foi publicado em Roma, em 1472 (a primeira edição impressa das Vidas; o texto grego foi impresso somente em 1533).
Traversari traduziu também quatro livros contra a doutrina grega ortodoxa, de Manuel Kalekas, um monge dominicano grego (Ingolstadt, 1608), P.G., CLII, col. 13-661, uma obra conhecida apenas através da tradução de Traversari. Traduziu também muitas homilias de São João Crisóstomo; o tratado do Pseudo-Dionísio, o Areopagita, sobre a hierarquia celeste; o tratado de São Basílio sobre a virgindade; trinta e nove discursos de Santo Efrém da Síria, e muitas outras obras de pais e escritores da Igreja grega. As Cartas e Orações de Santo Ambrósio de Camáldoli, de Dom Mabillon, foram publicadas em Florença, em 1759.

## Trabalhos selecionados
- Hodoeporicon, diário de uma viagem visitando os mosteiros da Itália
- Epistolarium, correspondência
- traduções de
  - Paládio da Galácia, A Vida de Crisóstomo
  - Efrém da Síria, Dezenove Sermões de Efrém da Síria
  - São Basílio, Sobre a Virgindade
  - Diógenes Laércio, Vitae philosophorum (Vidas e Opiniões de Filósofos Eminentes)[1]
  - Pseudo-Dionísio, o Areopagita (1436)

Alguns de seus manuscritos permanecem na biblioteca de São Marcos, em Veneza.